# David Campbell
David Richard Campbell (Toronto (Canadà), 7 de febrer, 1948), és un arranjador, compositor i director d'orquestra canadenc-nord-americà.
Ha compost i arranjat música per a moltes pel·lícules, com En terra d'homes (2005), Brokeback Mountain (2005), August: Osage County (2013), Annie (2014), Foxcatcher (2014),  Rock of Ages (2012), Dreamgirls (2006),  and Joy (2015). També ha treballat en més de 450 àlbums d'or i platí d'artistes d'una àmplia gamma de gèneres, com ara The Rolling Stones, Neil Diamond, Metallica, Radiohead, Evanescence, Rush, Beyoncé, Muse, Michael Jackson, Aaliyah, Ariana Grande, Harry Styles, Aerosmith, Juanes, Garth Brooks,  i diversos àlbums del seu fill Beck.

## Joventut i estudis
El pare de David, D. Warren Campbell, era de Winnipeg, Manitoba, i assistia al seminari a Toronto per esdevenir ministre presbiterià. Campbell va ser assignat posteriorment a una església de Pittsburgh, portant la seva família amb ell, abans d'establir-se a Seattle. David es va dedicar al violí als 9 anys. Als 12 anys, va començar a aventurar-se en l'orquestració, estudiant les obres de Bartók, Schoenberg i Stravinsky.
A finals dels anys 60, després d'estudiar a la "Manhattan School of Music", Campbell es va traslladar de Nova York a Los Angeles i va començar a estudiar música pop. Va estudiar la música de The Beatles, Leonard Cohen i The Rolling Stones, i va tocar música blue grass per a multituds en línia per a pel·lícules a Westwood Village.

## Carrera
Als 23 anys, Campbell va tocar en el seu primer àlbum important, Tapestry, de Carole King. Això va portar al seu primer paper d'arranjador, per a l'àlbum King's Rhymes and Reasons. Campbell també va tocar la viola en sessions de gravació com "Let's Get It On" de Marvin Gaye i "Lean on Me" de Bill Withers. Des de llavors, ha organitzat cançons per a artistes com Bob Dylan, The Rolling Stones, Bon Jovi, Dream Theater, Metallica, Paul McCartney, Radiohead, Jessie J, Juanes, Tim McGraw, Adele, Ricky Martin, Barbra Streisand, i Miley Cyrus.
Com a compositor, David ha escrit música per a moltes pel·lícules com Joy, Paper Tigers i Colombia: magia salvaje. També ha organitzat i orquestrat música per a més de 80 pel·lícules, com Annie (2014), Foxcatcher (2014), August: Osage County (2013), Rock of Ages (2012), Dreamgirls (2007), North Country (2005) i Brokeback. Muntanya (2005). El 2010 va treballar amb Nigel Godrich en la partitura de Scott Pilgrim vs. The World. El 2016, va compondre el ballet de 40 minuts Rules of the Game amb Pharrell Williams.
David ha dirigit com a convidat la Filharmònica de Los Angeles i la Hollywood Bowl Orchestra al Hollywood Bowl per a Faith Hill, Death Cab for Cutie, Ray LaMontagne, Beck, Sheryl Crow, Willie Nelson i The XX. Va col·laborar amb Muse per a la interpretació de "Survival", la cançó oficial dels Jocs Olímpics de Londres. També va col·laborar amb Beck per a la campanya publicitària de la Lincoln Motor Company, "Hello, Again", que va incloure una actuació en directe de la versió de "Sound and Vision" de Beck i va incloure 167 músics en directe tocant simultàniament. Al febrer de 2009 Campbell va organitzar "15 Step" de Radiohead per a la col·laboració de la banda amb la USC Marching Band als premis Grammy de 2009. Va dirigir la Filharmònica de Los Angeles, així com va organitzar i orquestrar la música per al concert de Beck's Song Reader al Walt Disney Concert Hall, que va comptar amb molts intèrprets, com Childish Gambino, Juanes, Anne Hathaway, John C. Reilly, Jack Black i Jarvis Cocker. El 6 de juny de 2014 va organitzar i orquestrar la Seattle Symphony i l'espectacle Sonic Evolution de Pickwick.
El 2003, va ser director de l'Orquestra Simfònica de Melbourne durant la seva actuació d'una nit amb Kiss, que es va publicar a l'àlbum Kiss Symphony: Alive IV. Durant el concert, Campbell i els membres de l'orquestra van lluir l'icònic maquillatge de Kiss juntament amb els membres de la banda.
El 2018, per a les celebracions del 100è aniversari de LA Phil, David va escriure arranjaments per a les actuacions de Chris Martin i Corinne Bailey Rae a Disney Hall, així com les actuacions de Katy Perry i Kali Uchis al Hollywood Bowl, totes elles dirigides per Gustavo Dudamel.
El 2019, va escriure arranjaments i dirigir la LA Philharmonic, l'Orquestra Simfònica Nacional i l'Orquestra de Cincinnati per al 15è aniversari d'Iron & Wine de Our Endless Numbered Days.
Va crear els arranjaments de cançons, els arranjaments de ball, el subratllat i les orquestracions per al musical de Broadway Spider-Man: Turn Off the Dark.

## Vida personal
Campbell té dos fills i una filla amb Bibbe Hansen: el músic Beck Hansen, l'artista Channing Hansen i Alyssa Suede. Està casat amb la compositora de teatre Pauline Frechette (també coneguda com Raven Kane). Campbell és un cienciólogo que exerceix des de fa molt temps. El 2012, va fer una donació a la campanya de Ron Paul a les eleccions presidencials dels Estats Units.